# Pressefreiheit in der Türkei

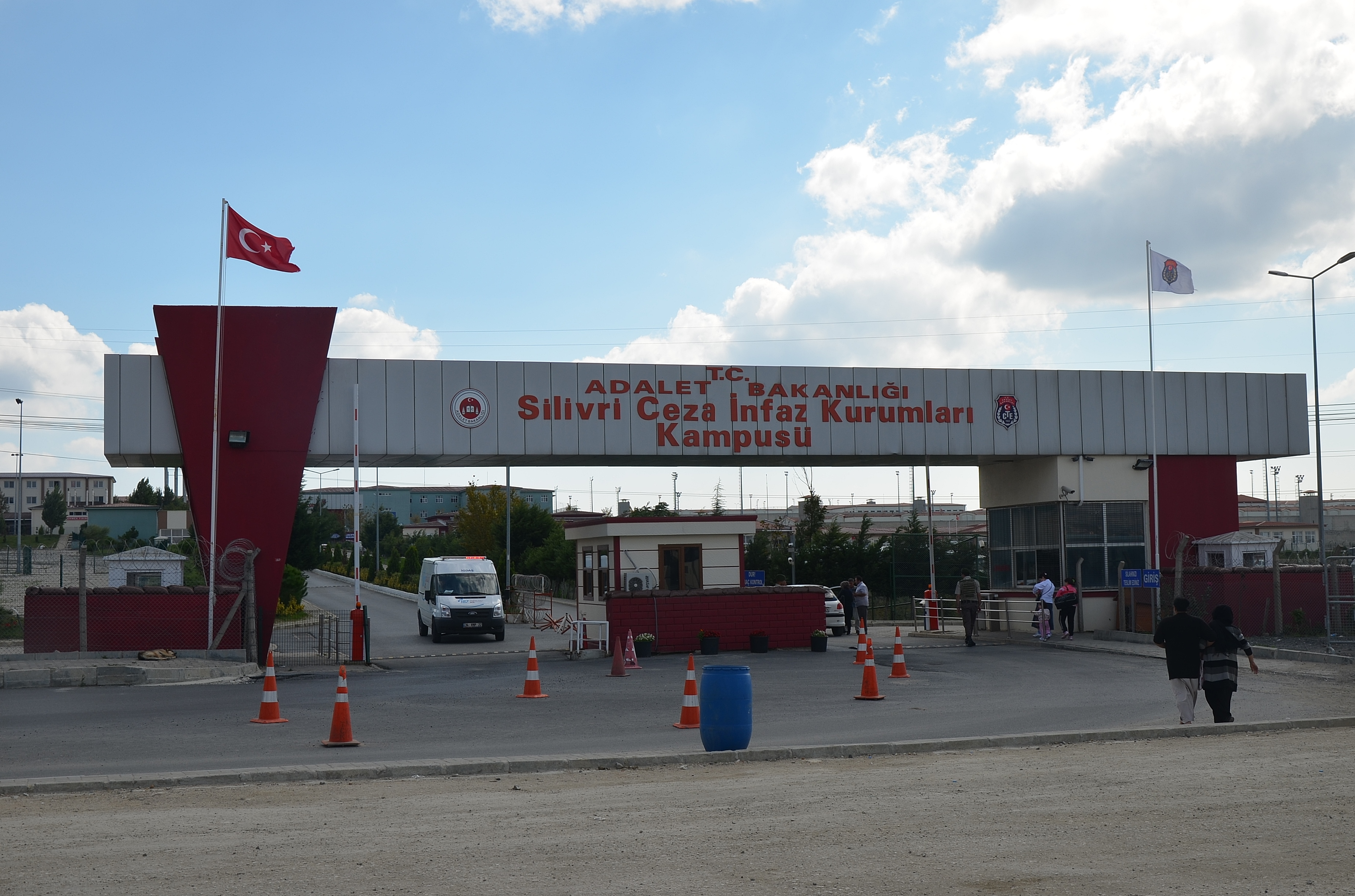
In der Strafvollzugsanstalten Silivri (hier der Einfahrtsbereich) sind oder waren zahlreiche kritische türkische Journalisten inhaftiert

Die Presse- und Meinungsfreiheit in der Türkei ist durch Artikel 26 der türkischen Verfassung von 1982 garantiert, aber de facto fortwährenden Eingriffen ausgesetzt.
Die Türkei gehört zu den Ländern mit den meisten inhaftierten Journalisten weltweit und belegt in der Rangliste der Pressefreiheit 2023 Platz 165 von 180. Nach Angaben der Organisation Press in Arrest waren im Jahr 2020 mindestens 310 Journalisten in der Türkei angeklagt.

## Juristische Situation

### Gesetzeslage
Die türkische Verfassung garantiert eine Freiheit der Presse und die Meinungsfreiheit. Die Türkei unterzeichnete die UN-Menschenrechtskonvention, die in Artikel 19 das Recht jedes Menschen auf freie Meinungsäußerung einschließlich des Rechts, seine Meinung zu verbreiten und die Meinungen anderer zu hören, garantiert. Artikel 19 verbietet eine staatliche Zensur.

### Gesetzliche Einschränkungen
2014 beschloss das türkische Parlament ein neues Internetgesetz. Das Internet-Gesetz bestimmte, dass Betroffene sich bei Verletzung ihrer Persönlichkeitsrechte oder ihrer Privatsphäre ohne Einschaltung eines Gerichts an die Telekommunikationsbehörde (türk. Telekomünikasyon İletişim Başkanlığı) wenden können, die dann das Recht hat, die URL beim Provider blockieren zu lassen. Der Antragssteller muss anschließend innerhalb von 24 Stunden beim Friedensgericht eine Entscheidung bewirken. Das Gericht besitzt darüber hinaus das Recht, die gesamte Website blockieren zu lassen. Sollte innerhalb von 48 Stunden keine Entscheidung des Gerichts vorliegen, wird die Blockierung der URL automatisch aufgehoben. Einige Bestimmungen des Internet-Gesetzes wurden vom Verfassungsgericht im Dezember 2015 aufgehoben. Dabei ging es um Fragen der Verfahrensweise, wenn die betreffenden Rechtsverletzungen auf anderen Websites veröffentlicht werden, oder um die Vorhaltung und Weiterleitung von Nutzerdaten an die Behörde.
Betroffene Journalisten, Bürgerrechtler, Politiker der Oppositionsparteien sowie eine Reihe internationaler Organisationen sehen in dem Gesetz eine Einschränkung der Presse- und Meinungsfreiheit. Reporter ohne Grenzen und das Komitee zum Schutz von Journalisten (CPJ) sowie die EU und die Organisation für Sicherheit und Zusammenarbeit in Europa (OSZE) kritisierten das Internetgesetz.
Der Journalist Fatih Cicek schrieb im Mai 2013: „Die sehr abstrakt und breit formulierten Paragrafen des Strafgesetzbuches erleichtern es, berufliche Aktivitäten der Journalisten mit illegalen politischen Bewegungen oder Putschplänen zu assoziieren. Einige der am häufigsten verwendeten Paragrafen des Strafgesetzbuches überschneiden sich mit prinzipiellen Recherchemethoden. Dazu gehören das Sprechen mit Sicherheitsbeamten und das Erhalten von Dokumenten. Dazu gehören der Paragraf 285 (das Verletzen der Vertraulichkeit einer Untersuchung) und Paragraf 288 (der Versuch, einen Prozess zu beeinflussen).“
Kleinere Medien wie das Blatt „Taraf“, die links-kemalistische Zeitung „Cumhuriyet“ oder die linke „BirGün“ wurden ab 2014 wegen regierungskritischer Berichterstattung sanktioniert. Der Zeitung „Taraf“ wurden nach eigenen Angaben willkürliche Steuerforderungen des Finanzamtes zugestellt und ihr Reporter Mehmet Baransu wegen „Beleidigung von Amtsträgern“ vorübergehend festgenommen.

### Beleidigung des Präsidenten oder der First Lady
Ein häufiger Ausgangspunkt für staatsanwaltschaftliche Ermittlungen sind kritische Artikel oder als Schmähung aufgefasste Darstellungen des Staatspräsidenten oder seiner Ehefrau. Die juristische Praxis, die zu Eingriffen in die Pressefreiheit führen kann, wurde vom Auswärtigen Amt bemängelt: „Der Straftatbestand „Unterstützung des Terrorismus“ wird in vielen Fällen bewusst gedehnt, um Ermittlungen gegen Journalisten zu initiieren.“
Ein Beispiel ist der Fall Ender Imrek, ein Journalist der (linken) Tageszeitung Evrensel, der einen Artikel über die Handtasche der Präsidentengattin Emine Erdoğan schrieb, angeblich das Edel-Modell "Kelly Sellier" (Hermès) aus Krokodilleder. Imrek verglich Emine Erdoğan außerdem mit der Istanbul-Chefin  der  Cumhuriyet Halk Partisi Canan Kaftancıoğlu und wurde deshalb wegen "Beleidigung der First Lady" angeklagt.

### Anordnungen
Nach einigen Attentaten in der Türkei verhängten Gerichte eine Nachrichtensperre für alle Medien. Beispielsweise verhängte nach dem Anschlag in Reyhanli 2013 ein Gericht im nahen Antakya eine viertägige Nachrichtensperre.
Seit 2014 wurden Kurznachrichtendienst Twitter und die Internetplattform Youtube mehrere Male vorübergehend durch die türkische Regierung gesperrt. Grund war unter anderem im März 2014 ein Audiomitschnitt über die Inszenierung eines Vorwands zum Eintritt in den Bürgerkrieg in Syrien.
Zwischen dem 29. April 2017 und dem 15. Januar 2020 war die gesamte Wikipedia in der Türkei gesperrt.

## Chronologie

Rangliste der Pressefreiheit: Positionen der Türkei im Zeitverlauf

Die amerikanische Organisation „Committee to Protect Journalists“ zählte im Jahr 2011 knapp 5000 Strafverfahren gegen türkische Journalisten.
Im Rahmen der Gezi-Park Proteste ab 2013 nahmen Teile der türkischen Bevölkerung und ausländische Beobachter wahr, dass die Berichterstattung in den herkömmlichen Medien (Medien in der Türkei) die Situation nicht angemessen abbildete. Die Berichterstattung auf sozialen Medien überlagerte die von Hörfunk und Fernsehen sowie die der Presse. Sie entzog sich so auch den staatlichen Einwirkungsmöglichkeiten und Kontrollen. Die Regierung verschärfte in diesem Zuge mehrfach die Gesetzeslage für die Nutzung von sozialen Medien. Das türkische Parlament stimmte im Februar 2014 einem Gesetz zur Verschärfung der Internet-Kontrolle zu. Die Telekommunikations-Aufsichtsbehörde (TIB) darf seitdem Internetseiten ohne Gerichtsbeschluss sperren. Außerdem wurden alle in der Türkei tätigen Provider verpflichtet, Nutzerdaten bis zu zwei Jahre zu speichern.
Die Arbeitssituation für ausländische Journalisten in der Türkei hat sich seit 2014 verschlechtert. Neben einer Aufenthaltsgenehmigung benötigen Journalisten eine Akkreditierung des türkischen Staates; diese wird vom türkischen Presseamt in Ankara befristet ausgestellt. 2016 verweigerte das Presseamt Hasnain Kazim, bis dahin Spiegel-Online-Korrespondent in der Türkei, eine Verlängerung seiner Akkreditierung. Kazim verließ schließlich im März 2016 die Türkei. Reporter ohne Grenzen stuft die Türkei in ihrem Pressefreiheitsindex des Jahres 2015 auf Platz 149 von 180 insgesamt ein.
Offenbar führen türkische Behörden Listen mit unerwünschten Medienvertretern („Schwarze Listen“).
Das deutsche Auswärtige Amt schrieb in einer Einschätzung, in der Türkei gebe es „in der Praxis [...] immer wieder gravierende Probleme für Berichterstattende. So wird die Pressefreiheit von Seiten der Politik immer wieder massiv angegriffen. Häufig sehen Journalisten sich mit Verfahren – sowohl im Bereich des Straf- als auch des Zivilrechts – konfrontiert. Immer wieder geraten Journalisten auch in Haft, wobei die Zahlen hier sehr unterschiedlich gesehen werden.“ Besonders im Vorgehen staatlicher Stellen unter der Regierung von Recep Tayyip Erdoğan gegen die Gülen-Bewegung sei die Pressefreiheit „massiv angegriffen“ worden.
Im April 2016 verweigerte die Türkei mehrfach Reportern und Journalisten die Einreise. Drei Fälle seien genannt:
Dem US-Journalisten David Lepeska (er arbeitet für The Guardian, Al Jazeera und Foreign Affairs) wurde die Einreise in die Türkei verwehrt.
Dem ARD-Fernsehjournalisten Volker Schwenck wurde die Einreise in die Türkei verwehrt, obwohl er nur auf der Durchreise Richtung Syrien war, dem Bild-Fotoreporter Giorgos Moutafis wurde die Einreise verwehrt, obwohl er nur einen eintägigen Zwischenstopp auf der Reise nach Libyen machte. Die niederländische Reporterin Ebru Umar wurde im April 2016 nach kritischen Äußerungen über Präsident Erdoğan vorübergehend festgenommen.
Nach dem gescheiterten Putschversuch in der Türkei am 15. und 16. Juli 2016 ging die Regierung massiv gegen Journalisten, Zeitungen (Redaktionen und Verlage), Radiosender und Fernsehsender vor. Die für Privatsender zuständige Behörde RTÜK entzog in der Woche nach dem Putschversuch insgesamt 24 Radio- und Fernsehsendern die Sendelizenz. Bei den Sendern seien Verbindungen zur Gülen-Bewegung festgestellt worden, die die Regierung der Türkei für den Putschversuch verantwortlich macht. Tausende Richter, Staatsanwälte, Polizisten und andere Staatsbedienstete wurden in Untersuchungshaft genommen oder entlassen; ein Ausnahmezustand wurde verhängt; der Rechtsstaat ist offenbar außer Kraft.
Der Deutsche Journalisten-Verband (DJV) forderte Außenminister Frank-Walter Steinmeier auf, bei türkischen Behörden tätig zu werden. Am 27. April 2016 gab es im Bundestag eine aktuelle Stunde zur Presse- und Meinungsfreiheit in der Türkei.
Zahlreiche internationale Organisationen protestierten gegen das Handeln der türkischen Regierung nach dem Putschversuch, darunter das Committee to Protect Journalists, der Sonderbeauftragte des UN-Menschenrechtsrats und die OSZE. Sie appellierten an die türkische Regierung, die unverhältnismäßigen Aktionen gegenüber missliebigen Journalisten und Medien einzustellen.
Für eine Erdoğan-kritische Karikatur wurde der Chef des Satiremagazins Nokta im Mai 2017 zu zweiundzwanzigeinhalb Jahren Gefängnis verurteilt.

## Pressefreiheit im Kontext der EU-Mitgliedschaftsverhandlungen
Ein wichtiges Kriterium bei dem Prozess einer möglichen EU-Mitgliedschaft ist für die EU die Meinungs- und Pressefreiheit in der Türkei.
Aryeh Neier schrieb im Februar 2013: „Obwohl der steile Absturz der Pressefreiheit Schuld der türkischen Regierung ist, trug auch die Politik der Europäischen Gemeinschaft und der Vereinigten Staaten dazu bei. Die EU ließ verlauten, die Menschenrechte seien ein entscheidender Faktor dafür, ob die Türkei als Mitglied angenommen würde. Trotzdem schien Europa gerade während der Zeit des schnellen Fortschritts bei diesem Thema dem Land den Rücken zu kehren. Dadurch wurden diejenigen, die sich in der Türkei für Reformen der Menschenrechte eingesetzt hatten, untergraben. Ihre Behauptungen, Verbesserungen würden zu Fortschritten bei den Beitrittsverhandlungen führen, erwiesen sich als falsch, und die Beamten verloren einen wichtigen Anreiz.“
Das deutsche Auswärtige Amt (AA) schreibt in seiner Einschätzung (Stand: März 2016): „In der Praxis jedoch gibt es immer wieder gravierende Probleme für Berichterstattende. So wird die Pressefreiheit von Seiten der Politik immer wieder massiv angegriffen. Häufig sehen Journalisten sich häufig mit Verfahren – sowohl im Bereich des Straf- als auch des Zivilrechts – konfrontiert. Immer wieder geraten Journalisten auch in Haft, wobei die Zahlen hier sehr unterschiedlich gesehen werden.“
Die EU-Kommission kritisierte in ihrem „Fortschrittsbericht 2015“ die Einschränkungen der Presse- und Meinungsfreiheit als besorgniserregend. Nach der Inhaftierung der Journalisten Dündar und Gül kritisierten der Europarat und mehrere internationale Journalistenverbände 2016 diese Maßnahme.